# Elecciones parlamentarias de Bulgaria de 1908
Las elecciones parlamentarias de Bulgaria fueron realizadas el 25 de mayo de 1908. El resultado fue la victoria para el Partido Democrático, el cual ganó 166 de los 203 escaños. La participación electoral fue de un 50.2%.

## Resultados
| Partido                                                              | Votos   | %    | Escaños | +/–   |
| -------------------------------------------------------------------- | ------- | ---- | ------- | ----- |
| Partido Democrático de Bulgaria                                      | 253.072 | 54.1 | 166     | +159  |
| Unión Nacional Agraria Búlgara                                       | 68.308  | 14.6 | 19      | +19   |
| Partido Popular Búlgaro                                              | 46.388  | 9.9  | 7       | –127  |
| Partido Liberal Progresista                                          | 29.881  | 6.4  | 3       | –3    |
| Partido Liberal                                                      | 23.304  | 5.0  | 5       | –4    |
| Partido Popular Liberal                                              | 20.463  | 4.4  | 1       | –7    |
| Partido Democrático Radical                                          | 8.041   | 1.7  | 0       | Nuevo |
| Partido de los Trabajadores Socialdemócratas (levemente socialistas) | 6.114   | 1.3  | 0       | Nuevo |
| Partido de ls Juventudes Liberales                                   | 5.138   | 1.1  | 0       | Nuevo |
| Partido Comunista Búlgaro                                            | 1.505   | 0.3  | 0       | Nuevo |
| Otros partidos                                                       | 2       | 0    |         |       |
| Independientes                                                       | 5.213   | 1.1  | 0       | –2    |
| Votos en blanco/nulos                                                | 0       | –    | –       | –     |
| Total                                                                | 467,607 | 100  | 203     | +34   |
| Fuente: Nohlen & Stöver                                              |         |      |         |       |